# 안양 청동기유적
관양동 청동기유적은 대한민국 경기도 경기도 안양시 동안구 관양동에 있다. 2019년 11월 4일 안양시의 향토문화재 제6호로 지정되었다.

## 지정 사유
관양동 청동기유적에서는 발굴조사를 통해 청동기시대 주거지 8기 등이 확인되었으며, 이 가운데 3호 및 4호 주거지를 현위치에 이전 복원하였다. 관양동 청동기유적은 선사시대 안양 지역의 생활상을 보여준다는 점에서 향토유적으로서의 가치를 지니고, 한반도 중부지역 청동기시대 주거지 연구에 중요한 자료이므로 안양시 향토문화재로 지정한다.